# Tylicz

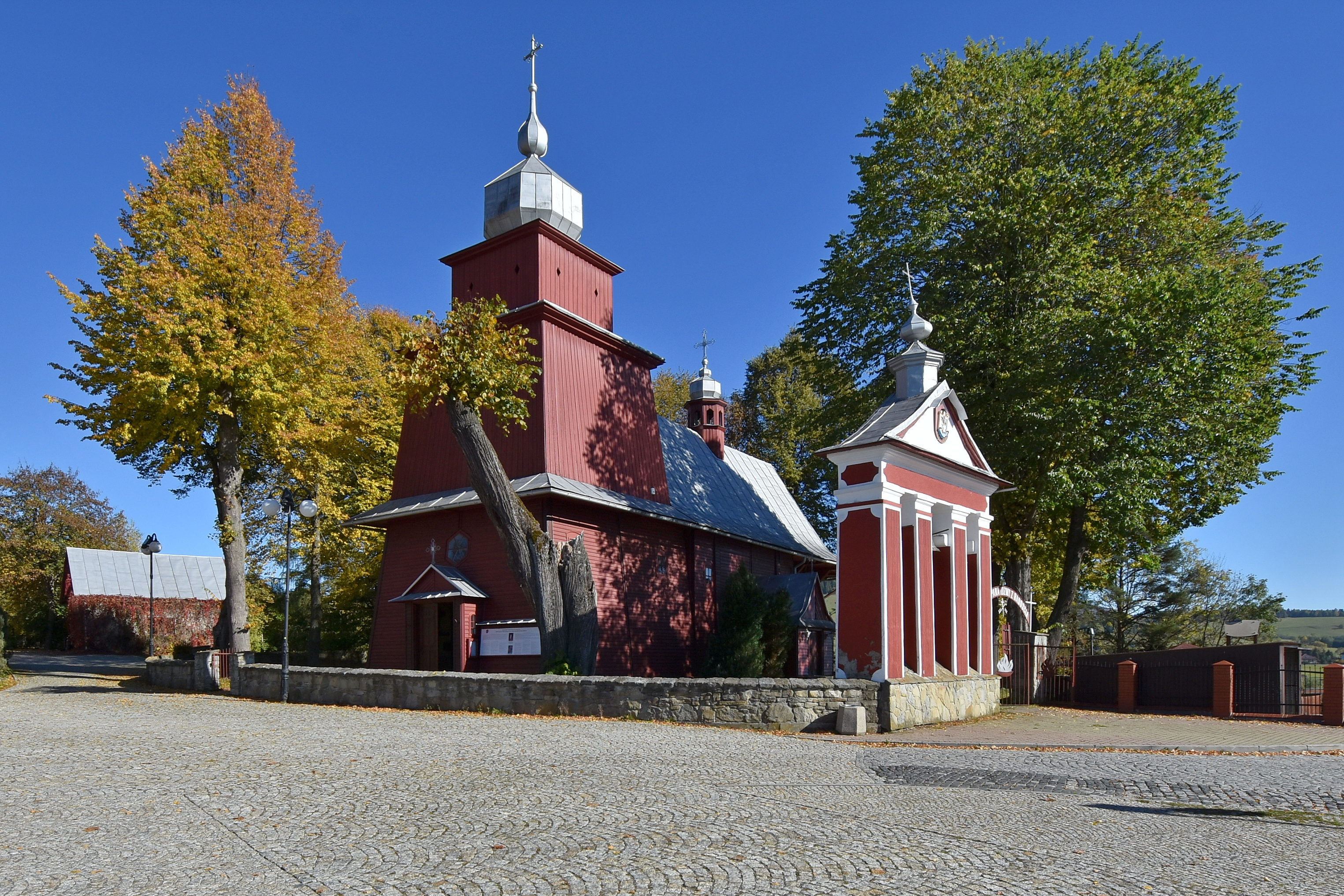
Zabytkowy drewniany kościół Piotra i Pawła

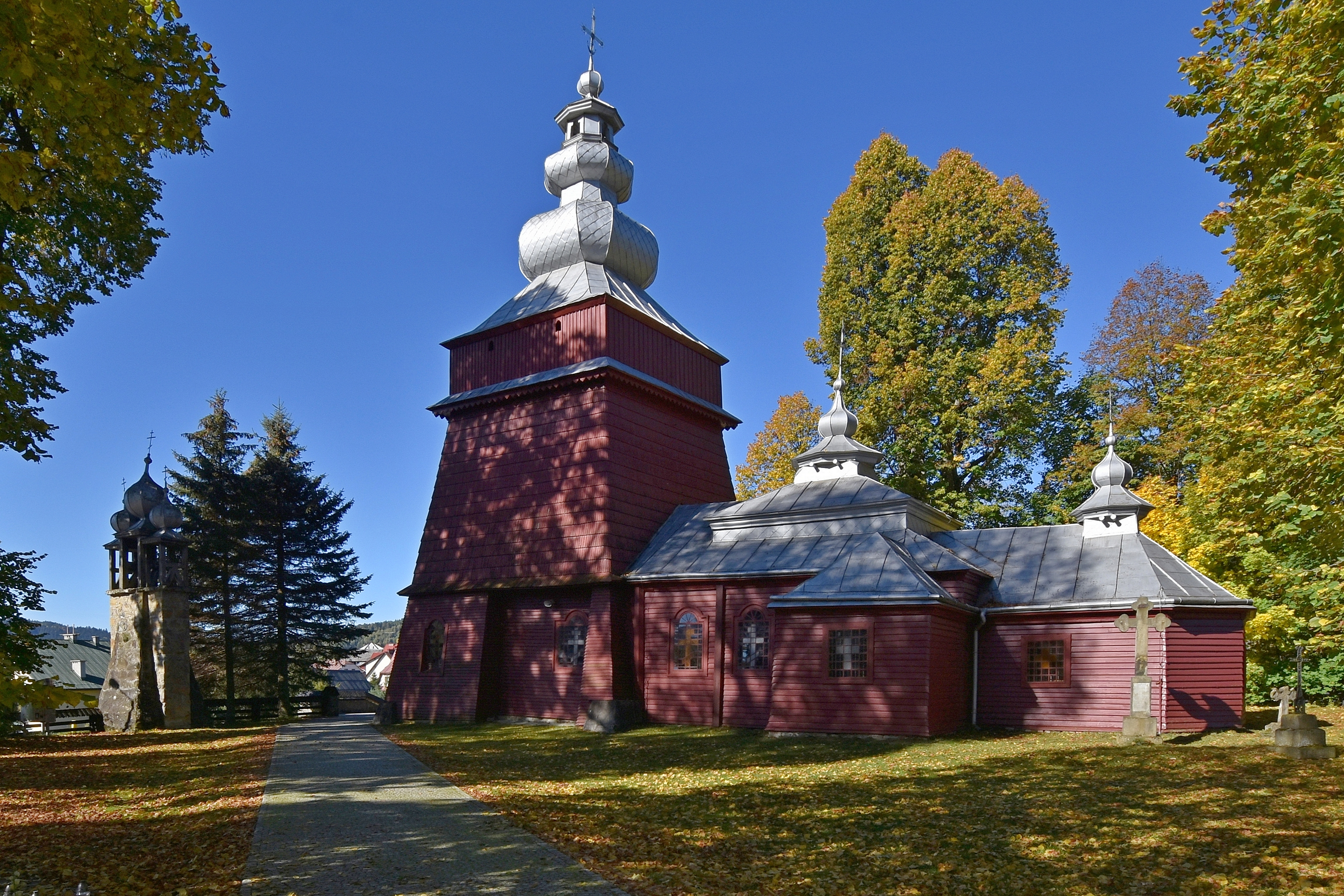
Zabytkowa dawna cerkiew greckokatolicka

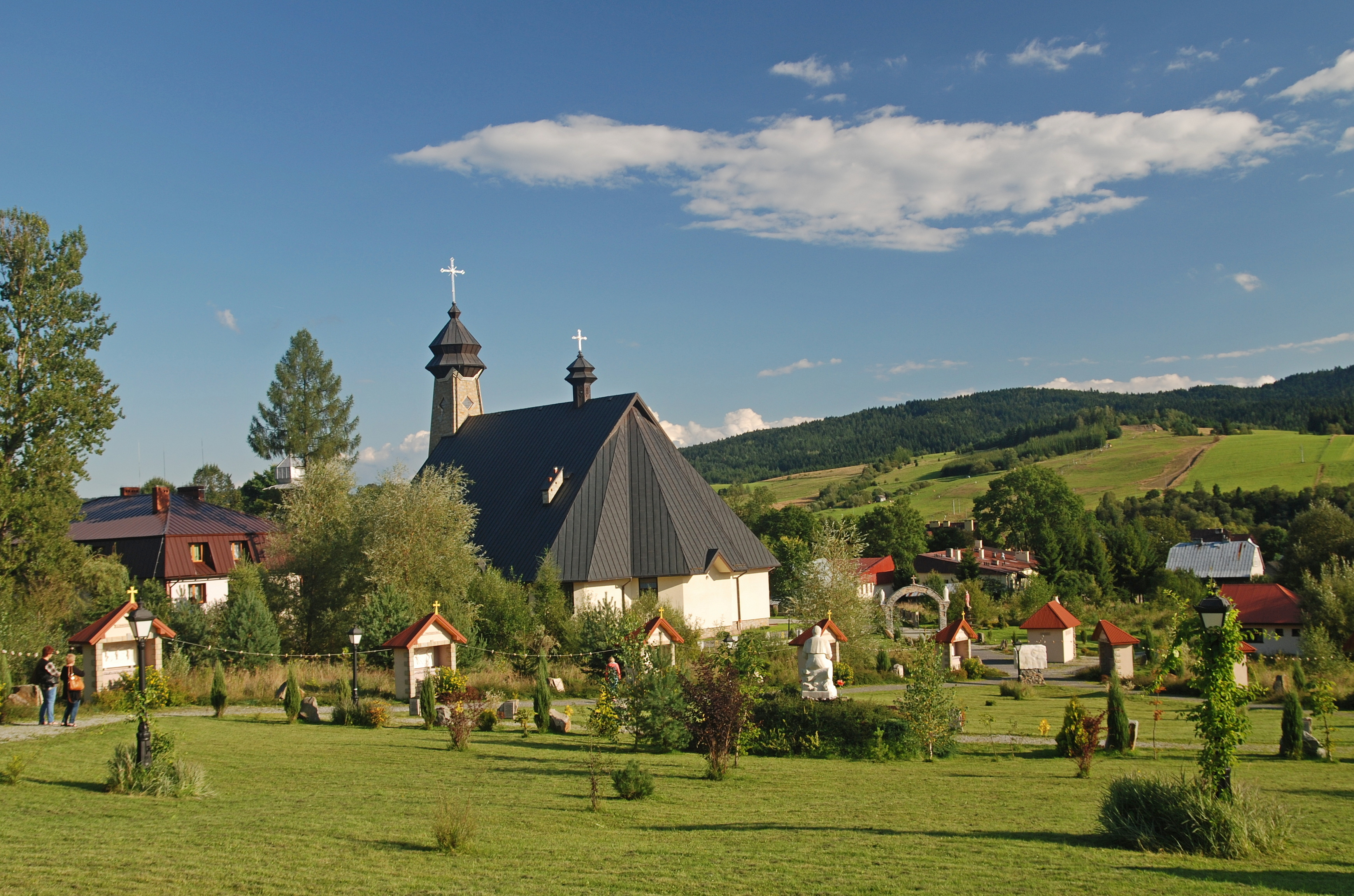
Nowy kościół parafialny

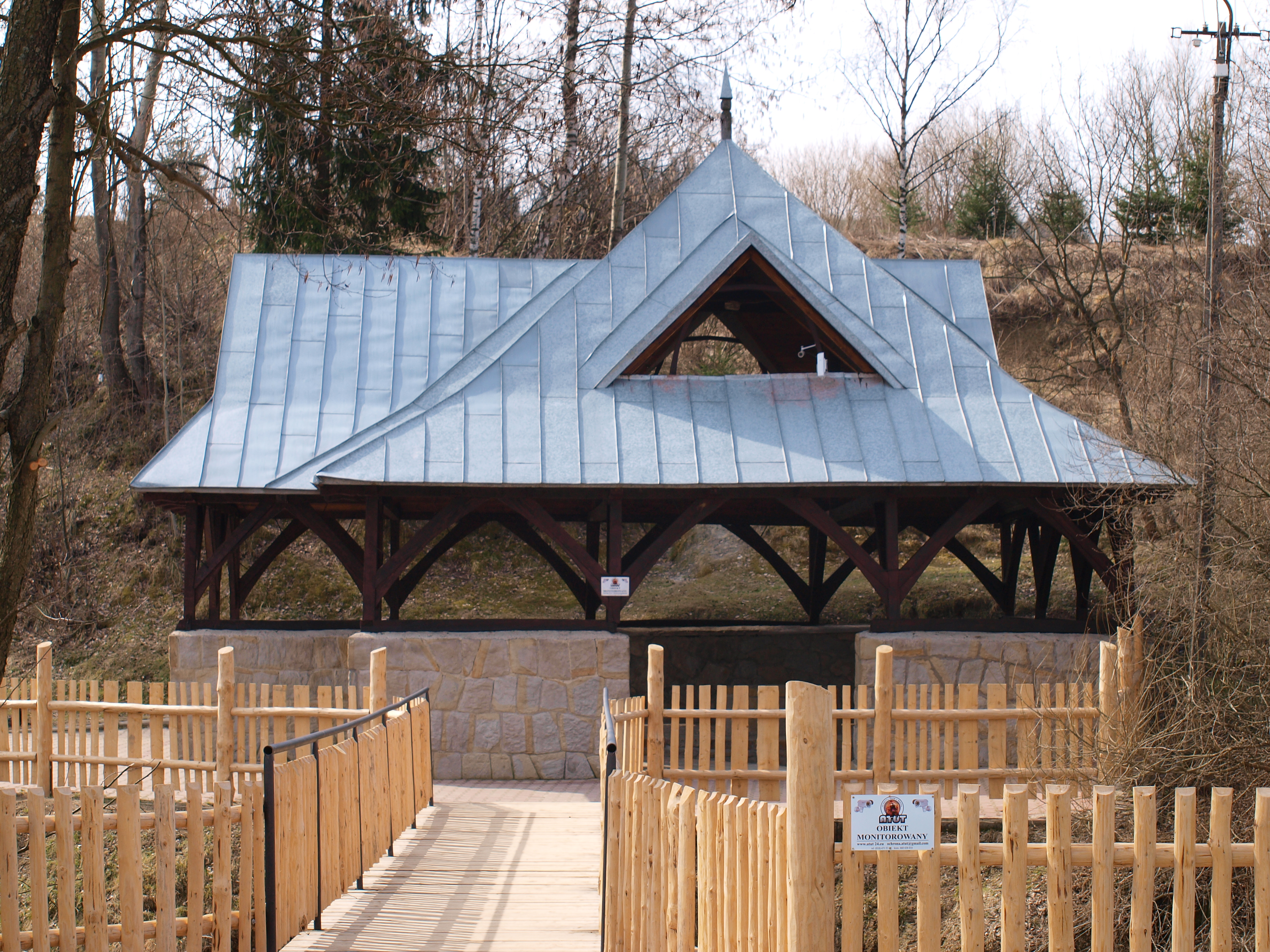
Źródło wody mineralnej – Zdrój Główny

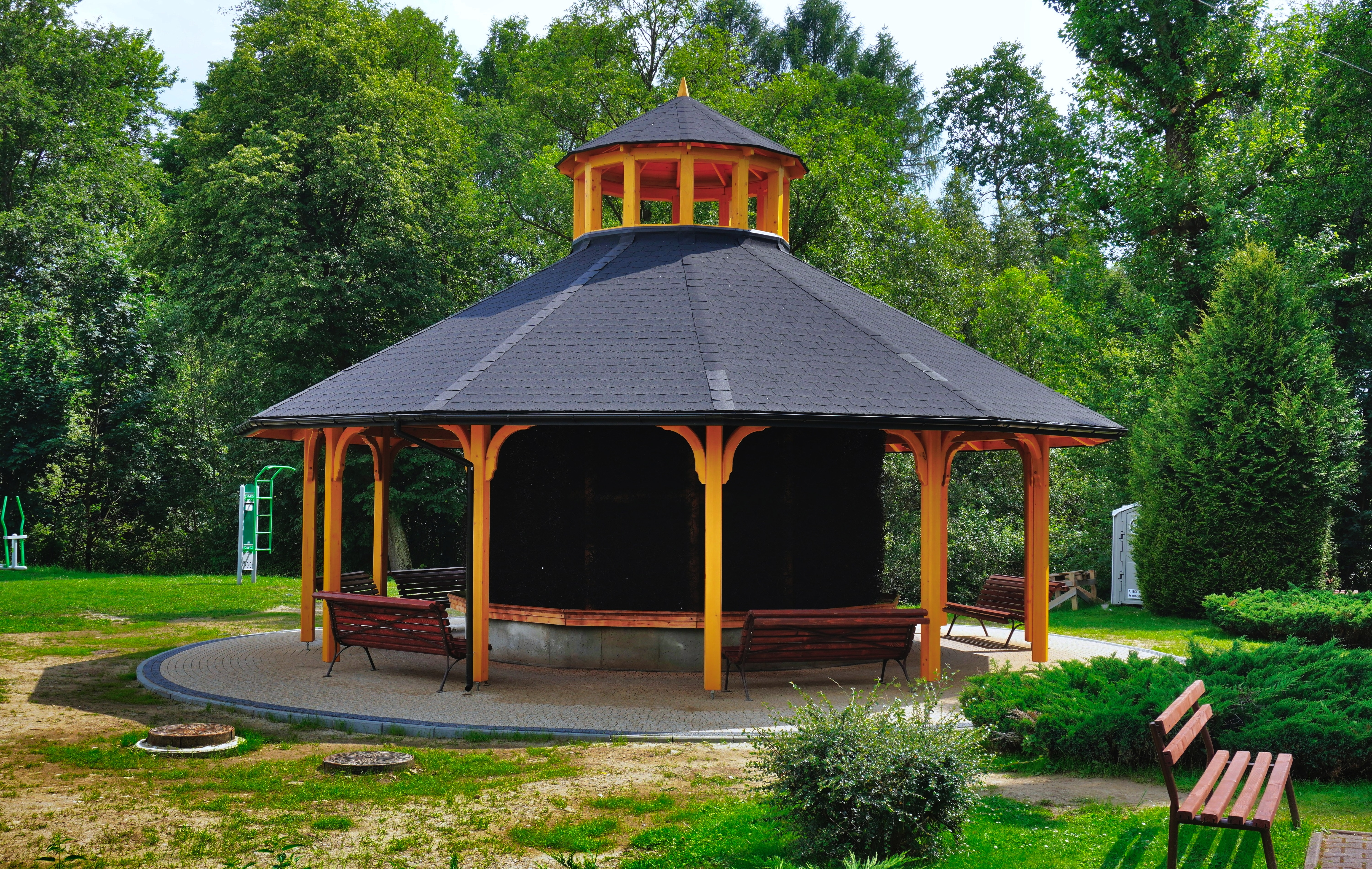
Tężnia solankowa

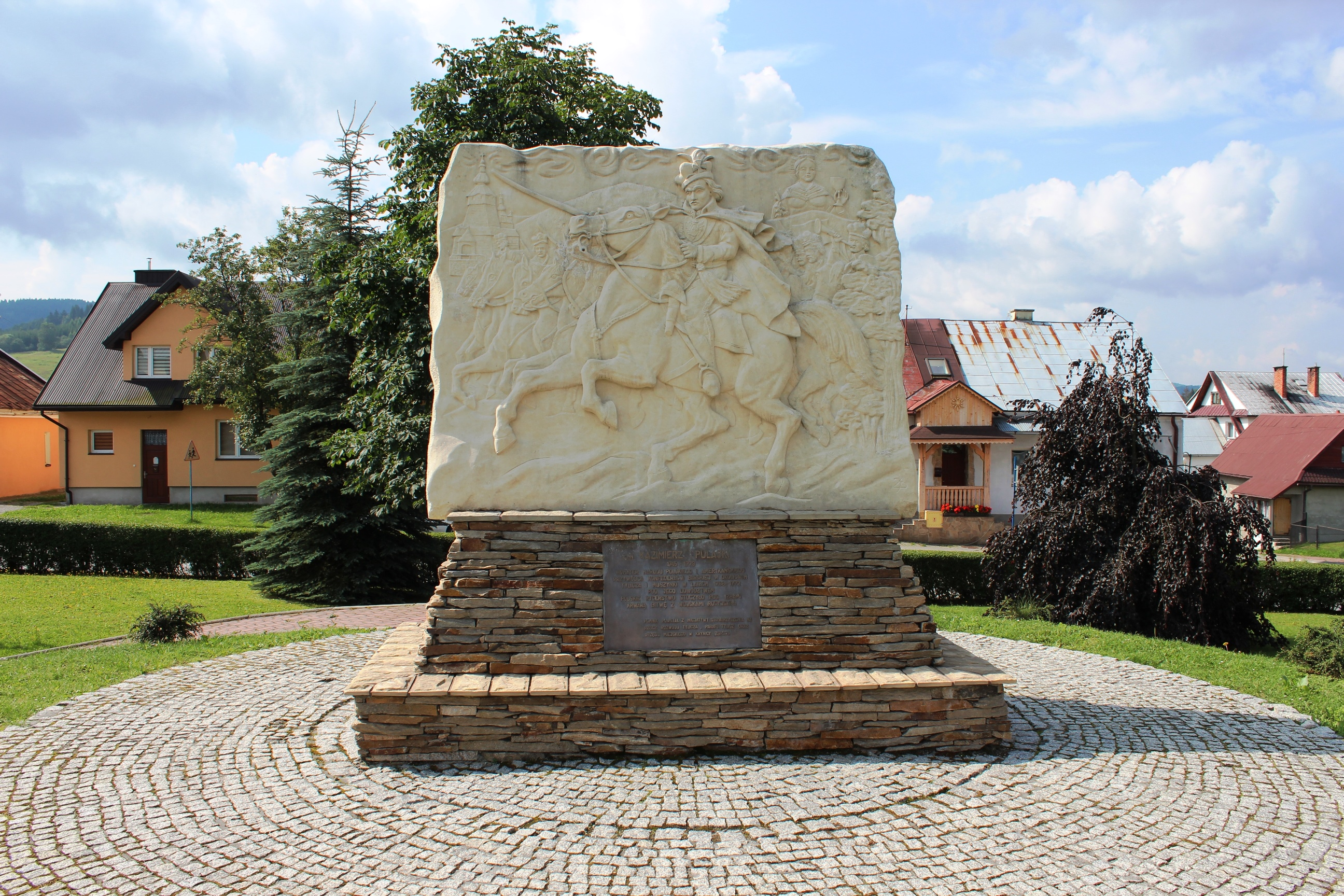
Rynek z pomnikiem Kazimierza Pułaskiego

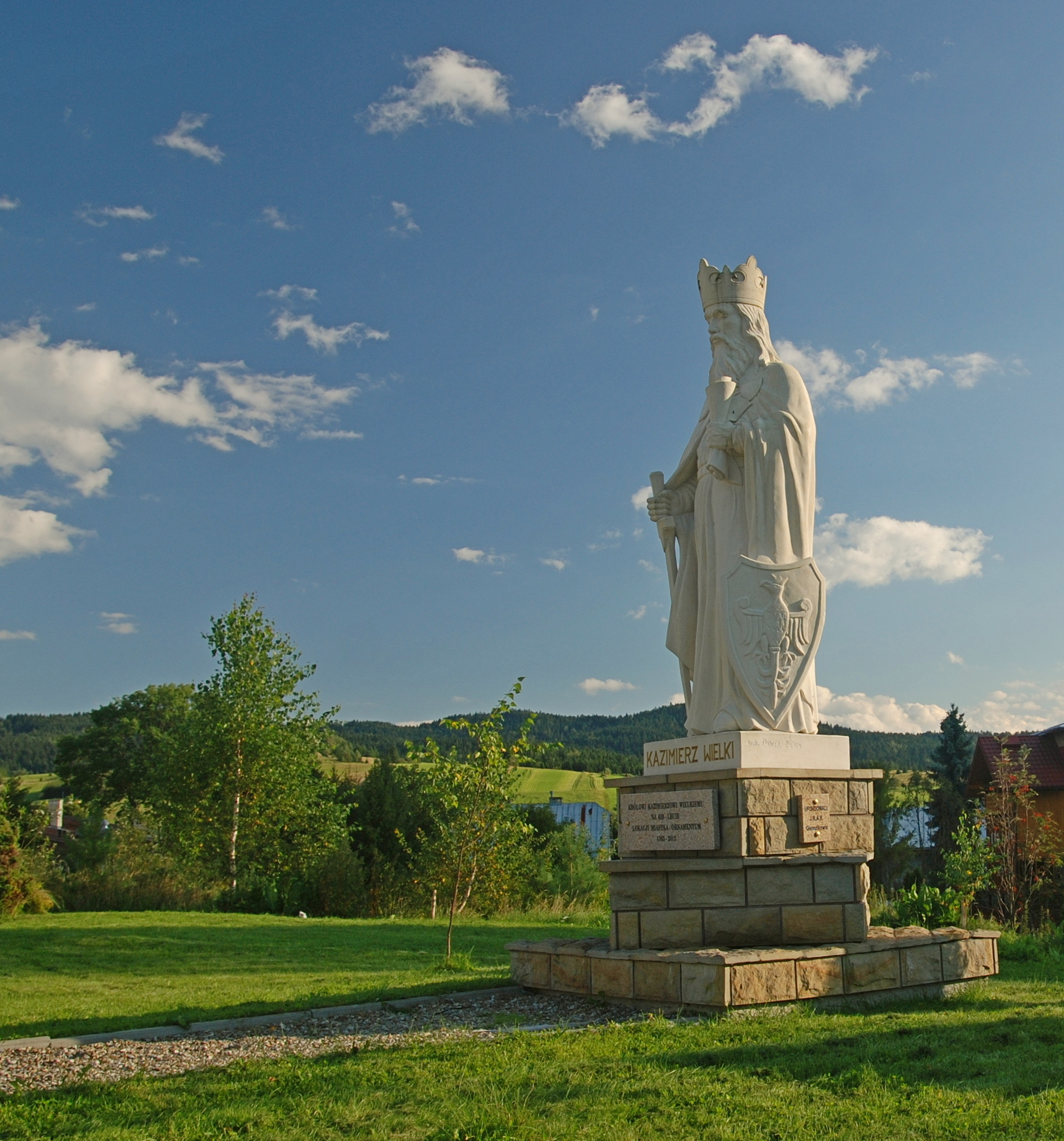
Pomnik króla Kazimierza Wielkiego

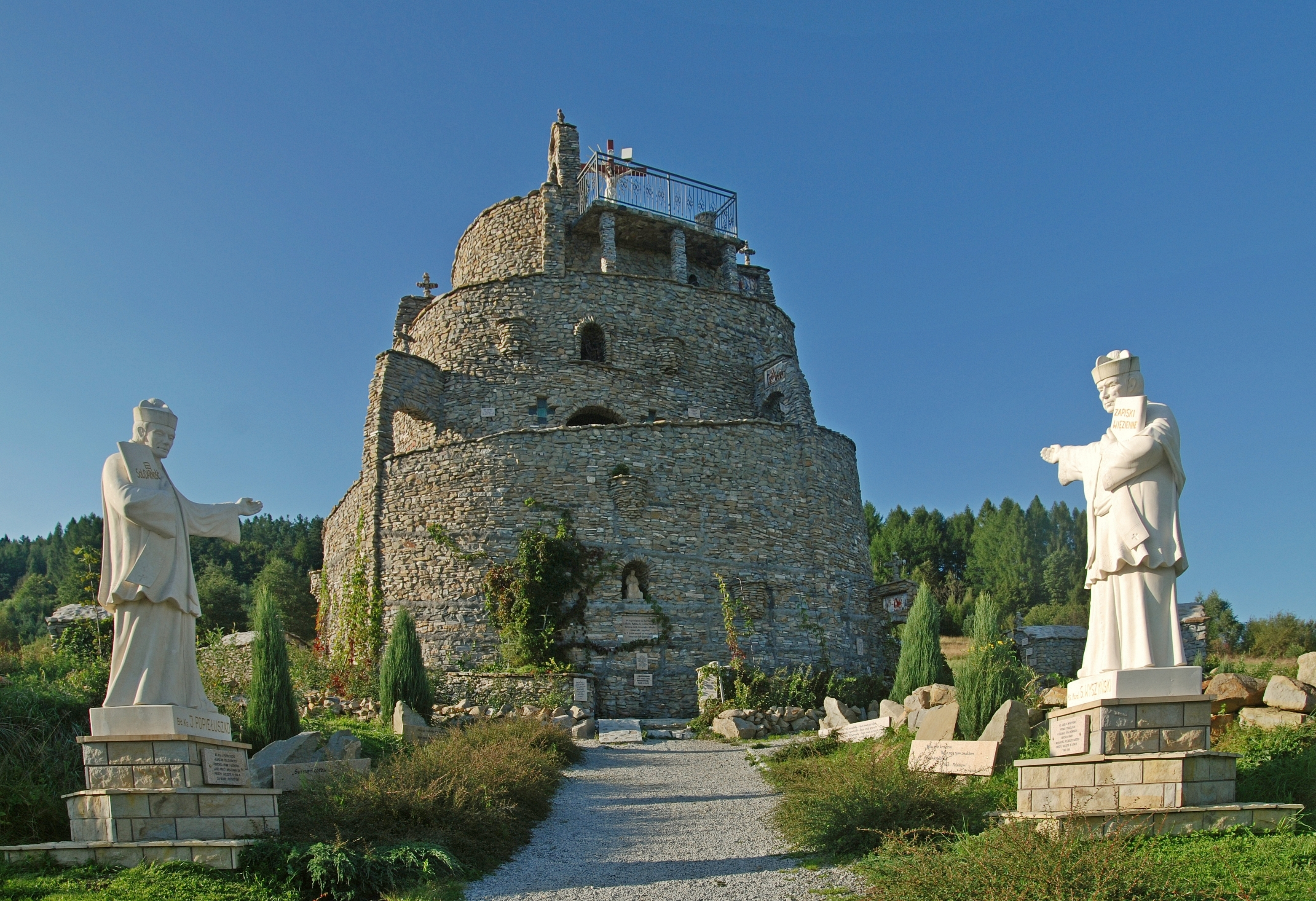
Golgota

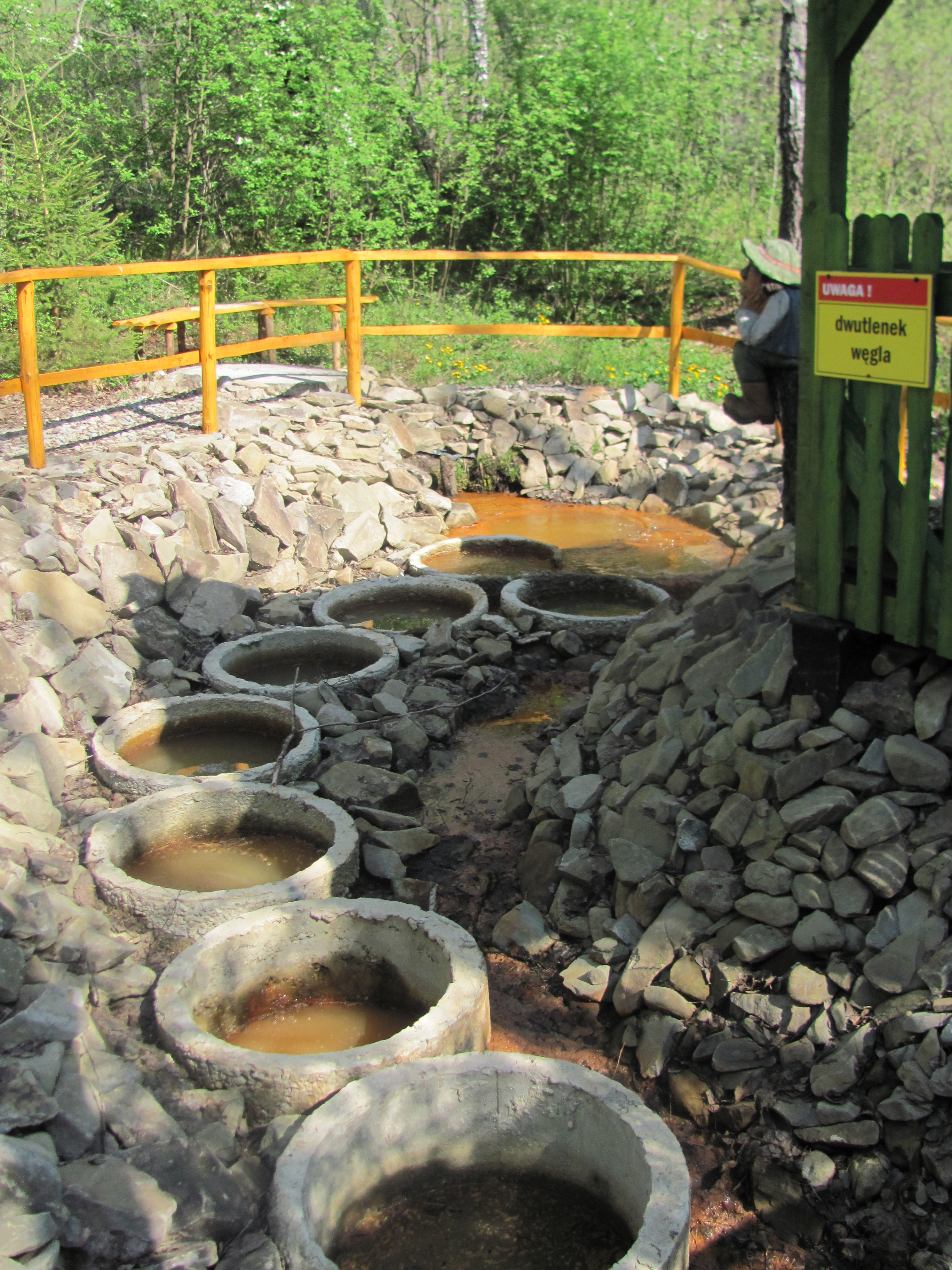
Mofeta

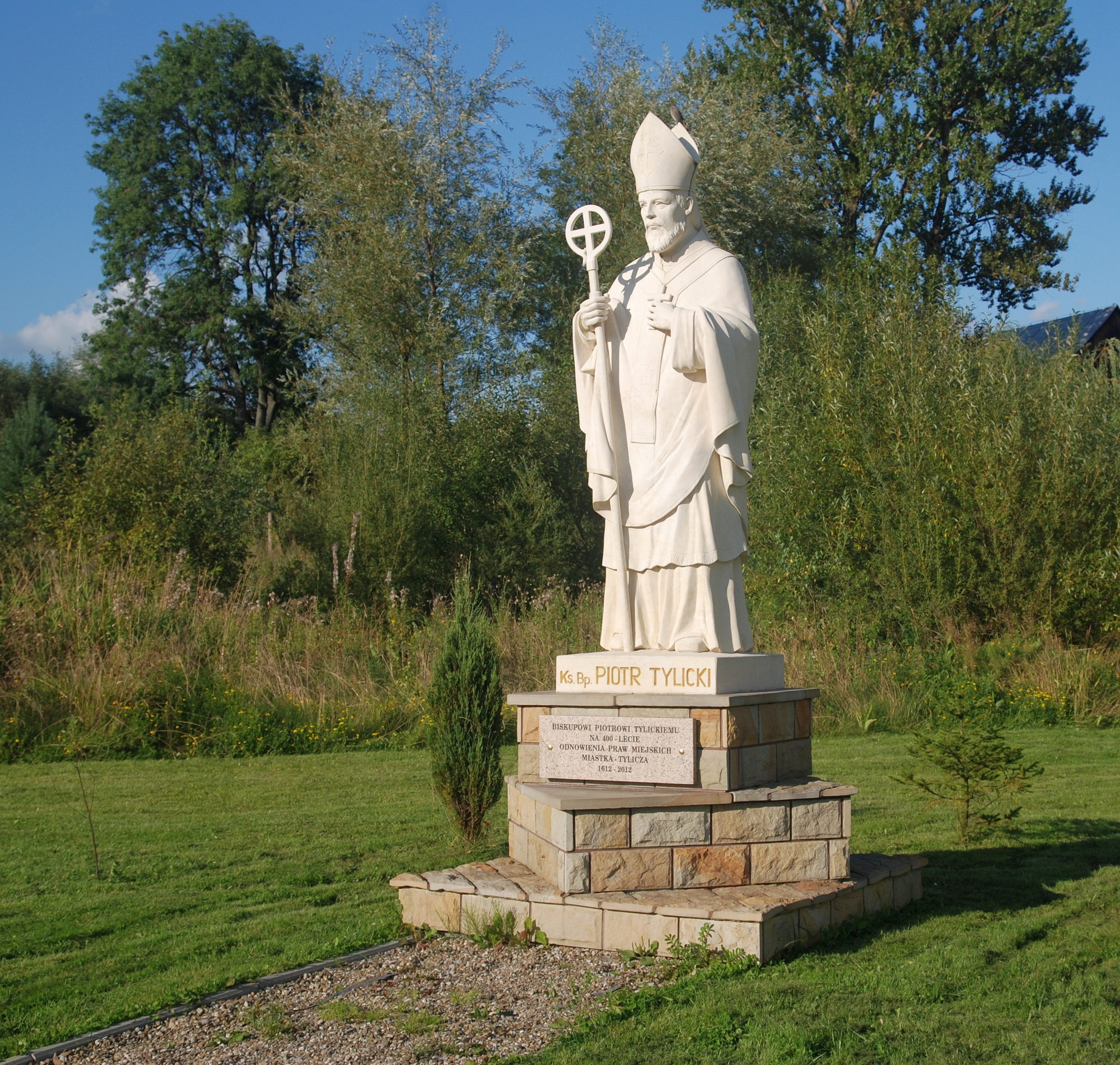
Pomnik bp. Piotra Tylickiego

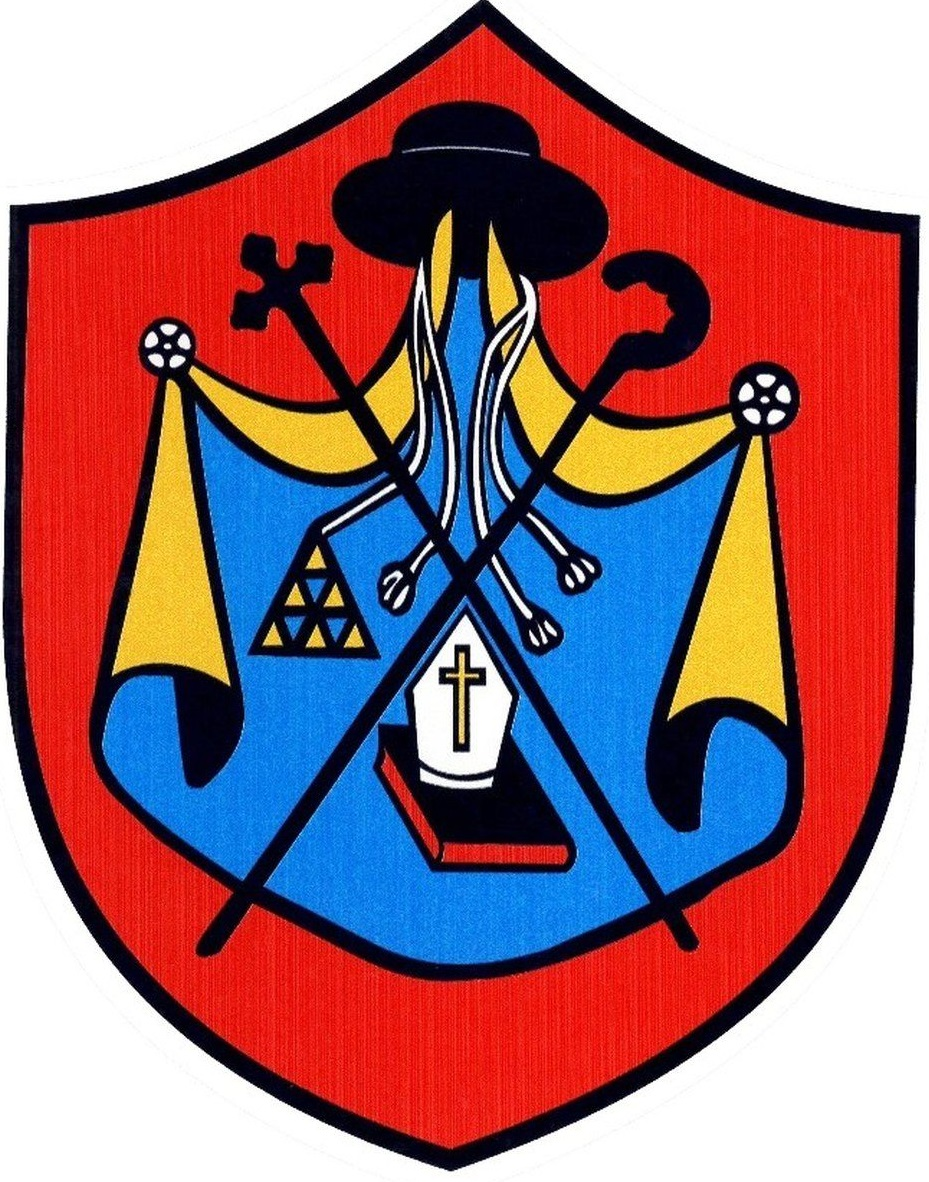
Nieoficjalny herb Tylicza

Tylicz – wieś (dawniej miasto) w Polsce położona w województwie małopolskim, w powiecie nowosądeckim, w gminie Krynica-Zdrój.
Tylicz (Miastko) uzyskał lokację miejską przed 1325 rokiem, zdegradowany przed 1400 rokiem, ponowne nadanie praw miejskich w 1612 roku, degradacja przed 1934 rokiem. Wieś biskupstwa krakowskiego w powiecie sądeckim w województwie krakowskim w końcu XVI wieku. W latach 1973–1976 istniała gmina Tylicz. W latach 1975–1998 miejscowość administracyjnie należała do województwa nowosądeckiego.

## Położenie
Tylicz położony jest 6 km na wschód od Krynicy, u zbiegu rzeki Muszynka (Tyliczanka) i uchodzącego do niej potoku Mochnaczka. Znajduje się na granicy dwóch mezoregionów: Beskidu Sądeckiego i Beskidu Niskiego. Wieś leży przy drodze krajowej 75. W pobliżu znajduje się nieistniejące już przejście graniczne Muszynka-Kurov ze Słowacją na Przełęczy Tylickiej (683 m n.p.m.).

## Części wsi
| SIMC    | Nazwa        | Rodzaj    |
| ------- | ------------ | --------- |
| 1051175 | Bradów       | część wsi |
| 1051212 | Golice       | część wsi |
| 1051235 | Konfederatka | część wsi |
| 1051258 | Mrokowce     | część wsi |
| 1051264 | Osada        | część wsi |
| 1051270 | Piszczelanka | część wsi |

## Geologia
W miejscowości znajdują się źródła i odwierty wód mineralnych typu szczawa oraz rozlewnia wód mineralnych. Ponadto w miejscowości występują ekshalacje dwutlenku węgla Mofeta Tylicz.
Dwa źródła zabudowane są stylowymi pijalniami: Źródło Bradowiec oraz Zdrój Główny w Parku Zdrojowym. Na południe od Tylicza malowniczy przełom Muszynki, znajduje się tam początek ścieżki edukacyjno-przyrodniczej „Na Rakowsku”.

## Historia
- W XI–XIII wieku istnieje  osada pod nazwą Ornawa na szlaku między Polską a Węgrami.
- W 1336 – wieś królewska.
- 10 września 1363 nadanie praw miejskich przez króla Kazimierza Wielkiego.
- 30 lipca 1391 – przekazanie przez króla Władysława Jagiełłę prawa własności biskupom krakowskim, włączenie do Kresu Muszyńskiego (Miastko alias Novum Oppidum).
- Październik 1410 – spalenie i zniszczenie Miastka przez wojska węgierskie pod dowództwem Ścibora ze Ściborzyc - wojewody siedmiogrodzkiego.
- XVI w. – upadek miasta.
- 26 czerwca 1612 – biskup krakowski Piotr Tylicki ponownie nadaje prawa miejskie, od tej pory miejscowość nazywa się Tylicz. Dokument lokacyjny został wystawiony w Bodzentynie koło Kielc 26 lipca 1612 r. Biskup określił prawa i obowiązki mieszczan tylickich „na wzór miasta Muszyny”. Miasto otrzymuje prawo do cotygodniowego targu, czterech jarmarków rocznie oraz nowy herb.
- 1627 rok – biskup krakowski Marcin Szyszkowski wydaje przywilej dla Cechu Rzemiosła Wszelakiego w mieście Tyliczu.
- 1637 rok – parafia w Tyliczu zakłada w mieście szpital dla ubogich.
- 1662 rok – Tylicz liczy 352 mieszkańców. Większymi miastami w tym czasie były: Nowy Sącz – 1325 mieszkańców, Stary Sącz – 945 mieszkańców, Muszyna – 541 mieszkańców, Nowy Targ – 448 mieszkańców.
- 1769–1770 – miejsce stacjonowania konfederatów barskich.
- 12 kwietnia 1763 – Sąd Kryminalny Kresu Muszyńskiego wydał wyrok śmierci za czarowstwo i bałwochwalstwo na Orynie Pawliszance przez spalenie na stosie, na podstawie art. 63. Prawa Chełmińskiego. Wyrok wykonano na wzgórzu Szubienica.
- 1781 – włączenie do dóbr kameralnych (K.k. Muszyner Cameral Verwaltung). Napływ Żydów.
- 1900 – powstała Ochotnicza Straż Pożarna
- 1935 – utrata praw miejskich (według innych danych w 1914 lub 1930). Siedziba władz gminy zbiorowej.

W okresie międzywojennym w miejscowości stacjonowała placówka Straży Granicznej I linii „Tylicz”.
- 1939 – oddziały Wojska Polskiego po 2 września 1939 r. stawiły silny opór grupie wozów pancernych armii słowackiej działających na rzecz armii niemieckiej. Słowacy zostali zmuszeni do wycofania się.
- 1955 – siedziba Gromadzkiej Rady Narodowej (dla gromad: Tylicz, Mochnaczka Niżna, Muszynka).
- 1966 – uroczyste obchody 600-lecia Tylicza.
- 1973 – reaktywowanie gminy Tylicz.
- 1975 – włączenie do Gminy Uzdrowiskowej Krynica.
- 1992 – budowa rozlewni wód mineralnych Multi Vita
- 2004–2005 – założenie Parku Zdrojowego, budowa gimnazjum
- 27 marca 2007 – uroczyste nadanie imienia Jana Pawła II Gimnazjum w Tyliczu
- 30.03.2010 – powstanie Stowarzyszenia na Rzecz Rozwoju Tylicza

W miejscowości działało państwowe gospodarstwo rolne – Państwowy Ośrodek Hodowli Zarodowej Tylicz.

### Herby Tylicza
W 1612 r. biskup Tylicki nadał miejscowości razem z prawami miejskimi herb. Przedstawiał on dwie głowy patronów miasta św. Piotra i św. Pawła.
Obecnie Tylicz używa herbu (w różnych wersjach) przedstawiającego insygnia biskupie z Ewangelią. Podobny jest do herbu Muszyny.

## Demografia
Ludność według spisów powszechnych, w 2009 roku według PESEL.
| Rok    | 1900 | 1921 | 1931 | 2002 |
| Liczba | 256  | 264  | 302  | 390  |

| Zwierzęta | Konie | Bydło | Owce | Świnie |
| Liczba    | 150   | 821   | 306  | 229    |

## Zabytki
Obiekty wpisane do rejestru zabytków nieruchomych województwa małopolskiego.
- Kościół parafialny pw. św. Piotra i św. Pawła;
- cerkiew pw. św. Kosmy i św. Damiana, obecnie kościół pomocniczy, otoczenie, drzewostan.

### Inne zabytki
- Pomnik Kazimierza Pułaskiego, upamiętniający również 650-lecie Tylicza.

## Ochotnicza straż pożarna
Od 1900 roku w Tyliczu działa Ochotnicza straż pożarna, włączona 30 listopada 2001 do Krajowego systemu ratowniczo-gaśniczego. Jednostka posiada trzy samochody pożarnicze MAN TGM 13.290 GBARt 3,5/25, Fiat Ducato oraz Mitsubishi L200 SLRr.

## Infrastruktura sportowo-rekreacyjna

### Ośrodki narciarskie
- Centrum Narciarskie Master-Ski w Tyliczu
- Stacja Narciarska Tylicz
- Góra Szwarcowa z 3 wyciągami orczykowymi
- wyciąg talerzykowy Eljar.

### Szlaki turystyczne
Kopiec Pułaskiego (Krynica-Zdrój) – Huzary (864 m n.p.m.) – Tylicz